# Аммоній Саккас
Не слід плутати з Аммоній Гермій.

Не слід плутати з Аммоній Олександрійський.

Аммоній (грец. Αμμώνιος, на прізвисько Σακκας) — філософ, засновник неоплатонізму.

## Біографія
Родом з  Олександрії. Він народився в бідній християнській родині. Помер  243 або 244 року. Був спочатку християнином, але потім перейшов до  язичництва. Став засновником  неоплатонічної філософії, намагаючись  злити воєдино різні філософські системи, особливо Платона і  Арістотеля. Відрізнявся красномовством і рідкісним талантом викладання, став учителем ряду філософів, зокрема, Плотіна. Його називали Теодідактом ("богом навчання"). За свідченням Кассія Лонгіна, Аммоній не залишив жодної книги, у зв'язку з чим дискусійним залишається питання його ототожнення з християнським богословом Аммонієм, котрий жив у цей же час в Олександрії.
Зібрав навколо себе гурток учнів, серед яких були: Плотін, Лонгін, Ориген.

## Основні праці
Аммонію Олександрійському, що жив у III ст., і якого іноді ототожнюють з Аммонієм Саккасом, приписують "Гармонію Євангелій", або "Діатессарон", в якій він ділив Євангелія на відділи, відомі досі під назвою Амонієвих секцій. Переклад "Діатессарон" на латинську мову зробив Віктор (пом. у 544 р.), єпископ капуйський. Євсевій згадує про твір Аммонія "Згода Мойсея та Ісуса", але він не зберігся.